# Murali Sreeshankar
Murali Sreeshankar, meglio noto come M. Sreeshankar (Palakkad, 27 marzo 1999), è un lunghista indiano.

## Biografia
Nel 2018, dopo aver conquistato la medaglia di bronzo nel salto in lungo ai campionati asiatici juniores, si è aggiudicato il suo primo titolo di campione indiano assoluto.
Nel 2019 ha partecipato ai campionati del mondo di Doha e nel 2021 ai Giochi olimpici di Tokyo, in entrambi i casi senza riuscire ad accedere alla finale del salto in lungo.
Nel 2022 si è classificato settimo ai mondiali indoor di Belgrado e il 15 luglio è stato il primo atleta indiano a qualificarsi per la finale del salto in lungo di un campionato mondiale a Eugene 2022, dove si è classificato settimo.

## Progressione

### Salto in lungo
| Stagione | Misura | Luogo       | Data       | Rank. Mond. |
| -------- | ------ | ----------- | ---------- | ----------- |
| 2023     | 8,41 m | Bhubaneswar | 18-6-2023  |             |
| 2022     | 8,36 m | Thenhipalam | 3-4-2022   |             |
| 2021     | 8,26 m | Patiala     | 16-3-2021  |             |
| 2019     | 8,00 m | Patiala     | 16-8-2019  |             |
| 2018     | 8,20 m | Bhubaneswar | 27-9-2018  |             |
| 2017     | 7,72 m | Vijayawada  | 19-11-2017 |             |
| 2016     | 7,52 m | Coimbatore  | 11-11-2016 |             |

### Salto in lungo indoor
| Stagione | Misura | Luogo    | Data      | Rank. Mond. |
| -------- | ------ | -------- | --------- | ----------- |
| 2021/22  | 7,92 m | Belgrado | 18-3-2022 |             |
| 2017/18  | 7,60 m | Tehran   | 3-2-2018  |             |

## Palmarès
| Anno | Manifestazione               | Sede       | Evento         | Risultato | Prestazione | Note |
| ---- | ---------------------------- | ---------- | -------------- | --------- | ----------- | ---- |
| 2018 | Campionati asiatici indoor   | Teheran    | Salto in lungo | 4º        | 7,60 m      |      |
| 2018 | Campionati asiatici juniores | Gifu       | Salto in lungo | Bronzo    | 7,47 m      |      |
| 2018 | Mondiali U20                 | Tampere    | Salto in lungo | 6º        | 7,75 m      |      |
| 2018 | Giochi asiatici              | Giacarta   | Salto in lungo | 6º        | 7,95 m      |      |
| 2019 | Mondiali                     | Doha       | Salto in lungo | 22º (q)   | 7,62 m      |      |
| 2021 | Giochi olimpici              | Tokyo      | Salto in lungo | 24º (q)   | 7,69 m      |      |
| 2022 | Mondiali indoor              | Belgrado   | Salto in lungo | 7º        | 7,92 m      |      |
| 2022 | Mondiali                     | Eugene     | Salto in lungo | 7º        | 7,96 m      |      |
| 2022 | Giochi del Commonwealth      | Birmingham | Salto in lungo | Argento   | 8,08 m      |      |
| 2023 | Campionati asiatici          | Bangkok    | Salto in lungo | Argento   | 8,37 m      |      |
| 2023 | Mondiali                     | Budapest   | Salto in lungo | 22º (q)   | 7,74 m      |      |
| 2023 | Giochi asiatici              | Hangzhou   | Salto in lungo | Argento   | 8,19 m      |      |

## Campionati nazionali
- 2 volte campione indiano assoluto del salto in lungo (2018, 2019)
- 1 volta campione indiano under 20 del salto in lungo (2017)
- 1 volta campione indiano under 18 del salto in lungo (2016)

2015
- Bronzo ai campionati indiani under 18, salto in lungo - 7,28 m

2016
- Oro ai campionati indiani under 18, salto in lungo - 7,52 m

2017
- Oro ai campionati indiani under 20, salto in lungo - 7,72 m

2018
- Oro ai campionati indiani assoluti, salto in lungo - 8,20 m

2019
- Oro ai campionati indiani assoluti, salto in lungo - 7,93 m